# Jordi Calafat
Jordi Joan Calafat Estelrich (Palma de Maiorca, 24 de junho de 1968) é um velejador espanhol. 

## Carreira
Jordi Calafat representou seu país nos Jogos Olímpicos de 1992 e 1996, na qual conquistou a medalha de ouro na classe 470 em 1992. 